# Lincoln, the Man of the People
Lincoln, the Man of the People é um curta-metragem produzido nos Estados Unidos em 1923, dirigido por J. Searle Dawley, baseado na peça teatral de 1918 Abraham Lincoln, de John Drinkwater.